# Энергетика Ханты-Мансийского автономного округа
Энергетика Ханты-Мансийского автономного округа (ХМАО) — сектор экономики региона, обеспечивающий производство, транспортировку и сбыт электрической и тепловой энергии. Энергосистема региона является одной из крупнейших в России — по состоянию на начало 2019 года, на территории ХМАО эксплуатировались 56 электростанций общей мощностью 14 120,7 МВт, подключённых к единой энергосистеме России, в том числе 5 крупных (мощностью более 100 МВт) тепловые электростанции и 51 электростанция меньшей мощности, обеспечивающие работу отдельных предприятий нефтегазовой отрасли. В 2018 году они произвели 84 687,3 млн кВт·ч электроэнергии. Также эксплуатируется более 30 небольших дизельных и газотурбинных электростанций общей мощностью 59,6 МВт, не подключённых к единой энергосистеме и обеспечивающих энергоснабжение небольших изолированных населённых пунктов и предприятий.

## История
Первая небольшая электростанция появилась в селе Самарово, ныне ставшем частью Ханты-Мансийска, в 1925 году, она использовалась для энергоснабжения радиостанции. В 1934 году в Остяково-Вогульске (старое название Ханты-Мансийска) заработала первая электростанция, что позволило обеспечить освещение улиц. В 1937 году была построена ещё одна электростанция, ставшая первым кирпичным зданием будущего Ханты-Мансийска.
После открытия и начала освоения в 1960-х годах на территории ХМАО крупных месторождений нефти и газа. В 1964 году принимается решение о строительстве в Сургуте крупной тепловой электростанции, в 1967 году организуется дирекция по строительству Сургутской ГРЭС-1, начинается создание необходимой для возведения новой станции инфраструктуры. Одна из крупнейших в СССР тепловых электростанций строится ударными темпами — так, главный корпус первых двух энергоблоков вместе с монтажом оборудования первого блока возводится всего за полгода. В декабре 1971 года начала вырабатывать электроэнергию пускорезервная ТЭЦ мощностью 24 МВт, а в феврале 1972 года вводится в эксплуатацию первый энергоблок. В дальнейшем новые энергоблоки Сургутской ГРЭС-1 вводятся чаще, чем раз в год — последний, 16-й, заработал в 1983 году.
В 1979 году начинается строительство Сургутской ГРЭС-2, которая по проекту должна была стать крупнейшей тепловой электростанций в мире мощностью 6400 МВт (8 блоков по 800 МВт). Первый энергоблок новой станции был введён в эксплуатацию в феврале 1985 года, в дальнейшем энергоблоки строились рекордными темпами — по одному каждые 9 месяцев. Шестой энергоблок начал вырабатывать электроэнергию в 1988 году, от сооружения ещё двух блоков отказались в связи с ухудшением экономической ситуации в стране.
В 1980 году начинается проектирование Нижневартовской ГРЭС проектной мощностью 2400 МВт. Первые строители прибыли на площадку станции в 1983 году. Строительство станции велось в сложных природных условиях, в основание станции потребовалось намыть 30 млн кубометров песка. Строительство главного корпуса началось в 1988 году, но дальнейшее строительство станции замедлилось из-за нарастающего социально-экономического кризиса первый энергоблок Нижневартовской ГРЭС был пущен в 1993 году, второй — только в 2003 году.
С начала 2000—х годов на территории округа начинает активно развиваться локальная энергетика — относительно небольшие газотурбинные и газопоршневые электростанции, обеспечивающие электроэнергией конкретные предприятия по добыче нефти и газа. Их развитие в значительной степени связано с требованиями государства по полезному использованию попутного нефтяного газа, который ранее сжигался в факелах. Использование попутного газа в качестве топлива для электростанций позволило как решить проблему его утилизации. Так и обеспечить выработку электроэнергии для собственных нужд нефтегазовых компаний. К 2020 году было построено более 50 таких электростанций, крупнейшей из которых стала Приобская ГТЭС мощностью 315 МВт, введённая в эксплуатацию в 2010 году.
Еще одним стимулом для развития электроэнергетики региона стал механизм договоров о предоставлении мощности (ДПМ), гарантирующий окупаемость новых проектов. В ее рамках в 2013 году была пущена Няганская ГРЭС, строительство которой было начато ещё в 1986 году, но вскоре приостановленное из-за экономических проблем. Строительство станции было возобновлено в 2008 году по новому проекту, вместо паротурбинных блоков применены высокоэффективные парогазовые блоки. Также в рамках ДПМ в 2011 годах были пущены два парогазовых энергоблока на Сургутской ГРЭС-2, а в 2014 году — такой же энергоблок на Нижневартовской ГРЭС.

## Генерация электроэнергии
По состоянию на начало 2019 года, на территории ХМАО эксплуатировались 56 электростанций общей мощностью 14 120,7 МВт, подключённых к единой энергосистеме России, в том числе 5 крупных (мощностью более 100 МВт) электростанций — Сургутская ГРЭС-1, Сургутская ГРЭС-2, Нижневартовская ГРЭС, Няганская ГРЭС, Приобская ГТЭС, и 51 электростанция меньшей мощности. Также эксплуатируется более 30 небольших дизельных и газотурбинных электростанций общей мощностью 59,6 МВт, не подключённых к единой энергосистеме и обеспечивающих энергоснабжение небольших изолированных населённых пунктов и предприятий.

### Сургутская ГРЭС-1
Расположена в г. Сургуте, один из основных источников теплоснабжения города. Вторая по мощности электростанция региона, одна из крупнейших тепловых электростанций России. Паротурбинная блочная преимущественно конденсационная электростанция (также имеются три теплофикационные турбины). В качестве топлива использует попутный нефтяной газ. Турбоагрегаты станции введены в эксплуатацию в 1972—1983 годах, является старейшей ныне действующей электростанцией региона. Установленная электрическая мощность станции — 3333 МВт, тепловая мощность — 903 Гкал/час. Выработка электроэнергии в 2018 году — 18 642,1 млн кВт·ч. Оборудование станции включает в себя 16 турбоагрегатов, из них 1 мощностью 178 МВт, 2 мощностью по 180 МВт и 13 мощностью по 215 МВт . Также имеется 16 котлоагрегатов. Принадлежит ПАО «ОГК-2» (входит в группу Газпром энергохолдинг).

### Сургутская ГРЭС-2
Расположена в г. Сургуте, один из основных источников теплоснабжения города. Крупнейшая электростанция региона и самая мощная тепловая электростанция России. Конденсационная блочная электростанция смешанной конструкции — включает паротурбинную часть и два парогазовых энергоблока. В качестве топлива использует природный газ и попутный нефтяной газ. Турбоагрегаты станции введены в эксплуатацию в 1985—2011 годах. Установленная электрическая мощность станции — 5657,1 МВт, тепловая мощность — 840 Гкал/час. Выработка электроэнергии в 2018 году — 30 436,7 млн кВт·ч. Оборудование паротурбинной части станции включает в себя 6 турбоагрегатов мощностью по 810 МВт и 6 котлоагрегатов. Также имеется два однотипных парогазовых энергоблока мощностью 396,9 МВт и 400,2 МВт, каждый из которых включает в себя газовую турбину, паровую турбину и котёл-утилизатор. Принадлежит ПАО «Юнипро».

### Нижневартовская ГРЭС
Расположена в г. Нижневартовске. Третья по мощности электростанция региона. Конденсационная блочная электростанция смешанной конструкции — включает паротурбинную часть и парогазовый энергоблок. В качестве топлива использует попутный нефтяной газ. Турбоагрегаты станции введены в эксплуатацию в 1993—2014 годах. Установленная электрическая мощность станции — 2031 МВт, тепловая мощность — 758 Гкал/час. Выработка электроэнергии в 2018 году — 12 957,3 млн кВт·ч. Оборудование паротурбинной части станции включает в себя два турбоагрегата мощностью по 800 МВт и два котлоагрегата. Также имеется парогазовый энергоблок мощностью 431 МВт, включающий в себя газовую турбину, паровую турбину и котёл-утилизатор. Принадлежит АО «Нижневартовская ГРЭС» (принадлежит АО «Интер РАО» и ПАО «НК «Роснефть»).

### Няганская ГРЭС
Расположена в г. Нягань. Блочная парогазовая электростанция, в качестве топлива использует природный газ. Самая молодая из крупных электростанций региона — турбоагрегаты станции введены в эксплуатацию в 2013—2014 годах. Установленная электрическая мощность Няганской ГРЭС — 1361 МВт, тепловая мощность — 69,4 Гкал/час. Выработка электроэнергии в 2018 году — 10 248,7 млн кВт·ч. Станция включает в себя три однотипных парогазовых блока, каждый из которых состоит из газовой турбины, паровой турбины и котла-утилизатора. Мощность блоков — 453,1 МВт, 453,2 МВт, 454,7 МВт. Принадлежит ПАО «Фортум».

### Приобская ГТЭС
Расположена в Ханты-Мансийском районе, обеспечивает энергоснабжение объектов разработки Приобского нефтяного месторождения. Газотурбинная электростанция, в качестве топлива использует попутный нефтяной газ. Турбоагрегаты станции введены в эксплуатацию в 2010—2012 годах. Установленная электрическая мощность станции — 315 МВт, тепловая мощность — 37,2 Гкал/ч. Является одной из крупнейших газотурбинных электростанций России. Выработка электроэнергии в 2018 году — 2494 млн кВт·ч. Оборудование станции включает в себя семь газотурбинных установок мощностью по 45 МВт, также имеется четыре водогрейных котла. Принадлежит ООО «РН-Юганскнефтегаз» (входит в группу Роснефть).

### Электростанции промышленных предприятий
Спецификой электроэнергетики ХМАО является наличие большого количества (более 50) газотурбинных и газопоршневых электростанций единичной мощностью менее 100 МВт, подключённых к единой энергосистеме и обеспечивающих энергоснабжение отдельных промышленных предприятий, занимающихся добычей нефти и газа. Общая мощность таких электростанций по состоянию на начало 2019 года составляла 1423,6 МВт, выработка электроэнергии по итогам 2018 года — 9908,5 кВт·ч. В качестве топлива эти электростанции чаще всего используют попутный нефтяной газ, попутно решая задачу его утилизации, реже используется природный газ. Почти все они принадлежат нефте- и газодобывающим компаниям.
Перечень и основные характеристики электростанций промышленных предприятий:
| №  | Название                                      | Установленная мощность, МВт | Собственник                        | Тип станции   | Количество и мощность агрегатов | Годы ввода агрегатов |
| -- | --------------------------------------------- | --------------------------- | ---------------------------------- | ------------- | ------------------------------- | -------------------- |
| 1  | Южно-Приобская ГТЭС                           | 96                          | ООО «Газпромнефть — Хантос»        | газотурбинная | 6 × 12                          | 2010                 |
| 2  | ПЭС «Казым»                                   | 72                          | ПАО «Передвижная энергетика»       | газотурбинная | 6 × 12                          | 1986-2001            |
| 3  | ГТЭС-72 Ватьеганского месторождения           | 72                          | ООО «Лукойл — Западная Сибирь»     | газотурбинная | 6 × 12                          | 2008                 |
| 4  | ГТЭС «Каменная»                               | 72                          | АО «РН-Няганьнефтегаз»             | газотурбинная | 9 × 8                           | 2013                 |
| 5  | ГТЭС «Западно-Салымская»                      | 60                          | «Салым Петролеум Девелопмент Н.В.» | газотурбинная | 4 × 15                          | 2007-2010            |
| 6  | ГТЭС Каменного месторождения                  | 48                          | ООО «Лукойл — Западная Сибирь»     | газотурбинная | 4 × 12                          | 2011                 |
| 7  | ГТЭС Тевлино-Русскинского месторождения       | 48                          | ООО «Лукойл — Западная Сибирь»     | газотурбинная | 4 × 12                          | 2009                 |
| 8  | ГТЭС Покачевского месторождения               | 48                          | ООО «Лукойл — Западная Сибирь»     | газотурбинная | 4 × 12                          | 2012                 |
| 9  | ГТЭС Повховского месторождения                | 48                          | ООО «Лукойл — Западная Сибирь»     | газотурбинная | 4 × 12                          | 2013                 |
| 10 | ГПЭС Северо-Даниловского месторождения        | 36,24                       | ООО «Лукойл — Западная Сибирь»     | газопоршневая | 12 × 3,02                       | 2007                 |
| 11 | ГТЭС-1 Рогожниковского месторождения          | 36                          | ПАО «Сургутнефтегаз»               | газотурбинная | 3 × 12                          | 2008                 |
| 12 | ГТЭС-2 Рогожниковского месторождения          | 36                          | ПАО «Сургутнефтегаз»               | газотурбинная | 3 × 12                          | 2010                 |
| 13 | ГТЭС «Лянторская-2»                           | 36                          | ПАО «Сургутнефтегаз»               | газотурбинная | 3 × 12                          | 2004                 |
| 14 | ГТЭС-2 «Северо-Лабатьюганская»                | 36                          | ПАО «Сургутнефтегаз»               | газотурбинная | 3 × 12                          | 2011                 |
| 15 | ГТЭС «Биттемская»                             | 36                          | ПАО «Сургутнефтегаз»               | газотурбинная | 3 × 12                          | 2004                 |
| 16 | ГТЭС «Лукьявинская»                           | 36                          | ПАО «Сургутнефтегаз»               | газотурбинная | 3 × 12                          | 2004                 |
| 17 | ГТЭС «Юкъяунская»                             | 36                          | ПАО «Сургутнефтегаз»               | газотурбинная | 3 × 12                          | 2006                 |
| 18 | ГТЭС Вачимского месторождения                 | 36                          | ПАО «Сургутнефтегаз»               | газотурбинная | 3 × 12                          | 2012                 |
| 19 | ГТЭС Восточно-Сургутского месторождения       | 36                          | ПАО «Сургутнефтегаз»               | газотурбинная | 3 × 12                          | 2013                 |
| 20 | ГТЭС Фёдоровского месторождения               | 36                          | ПАО «Сургутнефтегаз»               | газотурбинная | 3 × 12                          | 2014                 |
| 21 | ГТЭС-1 «Северо-Лабатьюганская»                | 24                          | ПАО «Сургутнефтегаз»               | газотурбинная | 2 × 12                          | 2007                 |
| 22 | ГТЭС «Лянторская-1»                           | 24                          | ПАО «Сургутнефтегаз»               | газотурбинная | 2 × 12                          | 2004                 |
| 23 | ГТЭС «Конитлорская-1»                         | 24                          | ПАО «Сургутнефтегаз»               | газотурбинная | 6 × 4                           | 2002                 |
| 24 | ГТЭС «Конитлорская-2»                         | 24                          | ПАО «Сургутнефтегаз»               | газотурбинная | 2 × 12                          | 2006                 |
| 25 | ГТЭС «Русскинская»                            | 24                          | ПАО «Сургутнефтегаз»               | газотурбинная | 2 × 12                          | 2004                 |
| 26 | ГТЭС «Муръяунская»                            | 24                          | ПАО «Сургутнефтегаз»               | газотурбинная | 2 × 12                          | 2006                 |
| 27 | ГТЭС «Западно-Камынская»                      | 24                          | ПАО «Сургутнефтегаз»               | газотурбинная | 2 × 12                          | 2006                 |
| 28 | ГТЭС Верхне-Надымского месторождения          | 24                          | ПАО «Сургутнефтегаз»               | газотурбинная | 4 × 6                           | 2008                 |
| 29 | ГТЭС «Приразломная»                           | 24                          | ООО «РН-Юганскнефтегаз»            | газотурбинная | 6 × 4                           | 2002                 |
| 30 | ГПЭС Нижне-Шапшинского месторождения          | 23,8                        | ООО «РусГазСервис»                 | газопоршневая | 17 × 1,4                        | 2017                 |
| 31 | ГТЭС «ДНС-3»                                  | 15,9                        | ООО «Лукойл-АИК»                   | газотурбинная | 3 × 5,3                         | 2005-2012            |
| 32 | ГПЭС Соровского месторождения                 | 15,4                        | ООО «Соровскнефть»                 | газопоршневая | 10 × 1,54                       | 2013, 2015           |
| 33 | ГТЭС Западно-Малобалыкского месторождения     | 14,4                        | ООО «Юрск-Нефть»                   | газотурбинная | 8 × 1,8                         | 2010, 2012           |
| 34 | ГТЭС «Ново-Покурская»                         | 14,25                       | ОАО «Славнефть – Мегионнефтегаз»   | газотурбинная | 3 × 4,75                        | 2005                 |
| 35 | ГПЭС Верхне-Шапшинского месторождения         | 14                          | ООО «РусГазСервис»                 | газопоршневая | 10 × 1,4                        | 2017                 |
| 36 | ГТЭС «Тянская»                                | 13                          | ПАО «Сургутнефтегаз»               | газотурбинная | 2 × 6,5                         | 2001                 |
| 37 | ГПЭС Омбинского месторождения                 | 12,36                       | ООО «Альянс-Энерджи»               | газопоршневая | 12 × 1,03                       | 2018                 |
| 38 | ГТЭС «Тромъеганская»                          | 12                          | ПАО «Сургутнефтегаз»               | газотурбинная | 2 × 6                           | 2007                 |
| 39 | ГТЭС «Западно-Чигоринская»                    | 12                          | ПАО «Сургутнефтегаз»               | газотурбинная | 2 × 6                           | 2007                 |
| 40 | ГПЭС Кирско-Коттынского месторождения         | 12                          | ООО «Башнефть-Добыча»              | газопоршневая | 8 × 1,5                         | 2007                 |
| 41 | ГПЭС ДНС-2 Западно-Асомкинского месторождения | 10,78                       | ОАО «Славнефть – Мегионнефтегаз»   | газопоршневая | 7 × 1,54                        | 2016                 |
| 42 | ГПЭС «КНС-2»                                  | 10,5                        | ООО «Газпромнефть — Хантос»        | газопоршневая | 10 × 1,05                       | 2008                 |
| 43 | ГПЭС Энергокомплекса Аггреко Евразия          | 9,9                         | ООО «Аггреко Евразия»              | газопоршневая | 9 × 1,1                         | 2017                 |
| 44 | ГТЭС «Покамасовская»                          | 9,5                         | ОАО «Славнефть – Мегионнефтегаз»   | газотурбинная | 2 × 4,75                        | 2005                 |
| 45 | ГПЭС Восточно-Сургутского месторождения       | 8,56                        | ПАО «Сургутнефтегаз»               | газопоршневая | 4 × 1,37, 2 × 1,54              | 2007, 2011           |
| 46 | ГПЭС Восточно-Туломского месторождения        | 6,34                        | ООО «Лукойл — Западная Сибирь»     | газопоршневая | 6 × 1,057                       | 2004                 |
| 47 | ГПЭС «Восточно-Еловая»                        | 6,162                       | ПАО «Сургутнефтегаз»               | газопоршневая | 6 × 1,027                       | 2006                 |
| 48 | ГПЭС Западно-Сахалинского месторождения       | 6,16                        | ПАО «Сургутнефтегаз»               | газопоршневая | 4 × 1,54                        | 2008                 |
| 49 | ГПЭС «Ватлорская»                             | 6,16                        | ПАО «Сургутнефтегаз»               | газопоршневая | 4 × 1,54                        | 2009                 |
| 50 | ГПЭС-3 Яун-Лорского месторождения             | 6,16                        | ПАО «Сургутнефтегаз»               | газопоршневая | 4 × 1,54                        | 2010                 |
| 51 | ГТЭС «ДНС-2»                                  | 5,3                         | ООО «Лукойл-АИК»                   | газотурбинная | 1 × 5,3                         | 2008                 |
| 52 | ГПЭС «Северо-Селияровская»                    | 2,74                        | ПАО «Сургутнефтегаз»               | газопоршневая | 2 × 1,37                        | 2009                 |

### Электростанции зоны децентрализованного энергоснабжения
В ХМАО эксплуатируется более 30 небольших дизельных и газотурбинных электростанций общей мощностью 59,6 МВт, не подключённых к единой энергосистеме и обеспечивающих энергоснабжение небольших изолированных населённых пунктов и предприятий. Крупнейшими из них являются газотурбинные электростанции в пос. Приполярный мощностью 20 МВт и в пос. Хулимсунт мощностью 15 МВт, а также дизельная электростанция мощностью 5 МВт в с. Саранпауль.

## Потребление электроэнергии
Потребление электроэнергии в ХМАО в 2018 году составило 69 182,6 млн кВт·ч, максимум нагрузки — 8900 МВт. Таким образом, Ханты-Мансийский АО является энергоизбыточным регионом, избыток электроэнергии направляется в смежные энергосистемы Ямало-Ненецкого АО, Свердловской, Томской и Тюменской областей. В структуре энергопотребления резко преобладает добыча полезных ископаемых (нефти и газа) — 87 %. Крупнейшие потребители электроэнергии по итогам 2018 года — ООО «РН-Юганскнефтегаз» (12 284 млн кВт·ч), ПАО «Сургутнефтегаз» (11 153 млн кВт·ч), ООО «ЛУКОЙЛ — Западная Сибирь» (9913 млн кВт·ч). Функции гарантирующего поставщика электроэнергии выполняет целый ряд организаций — АО «ЕЭСнК», МП «ГЭС», АО "Энергосбытовая компания «Восток», ООО «РН-Энерго», АО «Газпром энергосбыт» и др.

## Электросетевой комплекс
Энергосистема ХМАО входит в ЕЭС России, являясь частью Объединённой энергосистемы Урала, находится в операционной зоне филиала АО «СО ЕЭС» — «Региональное диспетчерское управление энергосистем Тюменской области, Ханты-Мансийского автономного округа-Югры и Ямало-Ненецкого автономного округа» (Тюменское РДУ). Энергосистема региона связана с энергосистемами Ямало-Ненецкого АО по двум ВЛ 500 кВ, четырём ВЛ 220 кВ и одной ВЛ 110 кВ, Томской области по двум ВЛ 220 кВ и трём ВЛ 110 кВ, Тюменской области по пяти ВЛ 500 кВ, двум ВЛ 220 кВ и пяти ВЛ 110 кВ, Свердловской области по четырём ВЛ 110 кВ.
Общая протяженность линий электропередачи по состоянию на конец 2018 года составляет 212 476 км, в том числе линий электропередач напряжением 500 кВ — 6532 км, 220 кВ — 9519 км, 110 кВ — 16 940 км, 35 кВ — 10 009 км, 6-10 кВ — 173 036 км. Магистральные линии электропередачи напряжением 220—500 кВ эксплуатируются филиалом ПАО «ФСК ЕЭС» — «Магистральные электрические сети Западной Сибири», распределительные сети напряжением 110 кВ и ниже — АО «Россети Тюмень» (в основном), а также иными собственниками, главным образом нефтегазовыми компаниями.